# 香水有毒
《香水有毒》是胡杨林2005年演唱的歌曲，由陈超（又名大陈超）作曲填词。台湾作曲家江建民编曲，
2006年12月15日，《香水有毒》获得2006十大金曲奖。
2010年，胡杨林和原经纪公司北京太格印象传媒技术有限公司解约。后来太格印象又签约歌手桂莹莹，该公司将歌曲重新包装由桂莹莹（使用艺名“胡扬琳”）演唱，2013年8月1日重新发行。2015年7月8日，胡杨林以不正当竞争将桂莹莹告上法庭。2016年1月20日北京市朝阳区人民法院判决桂莹莹停止使用“胡扬琳”艺名，并赔偿损失20万元。